# Astragalus frigidus
Astragalus frigidus es una  especie de planta herbácea perteneciente a la familia de las leguminosas. Se encuentra en Norteamérica y Eurasia.

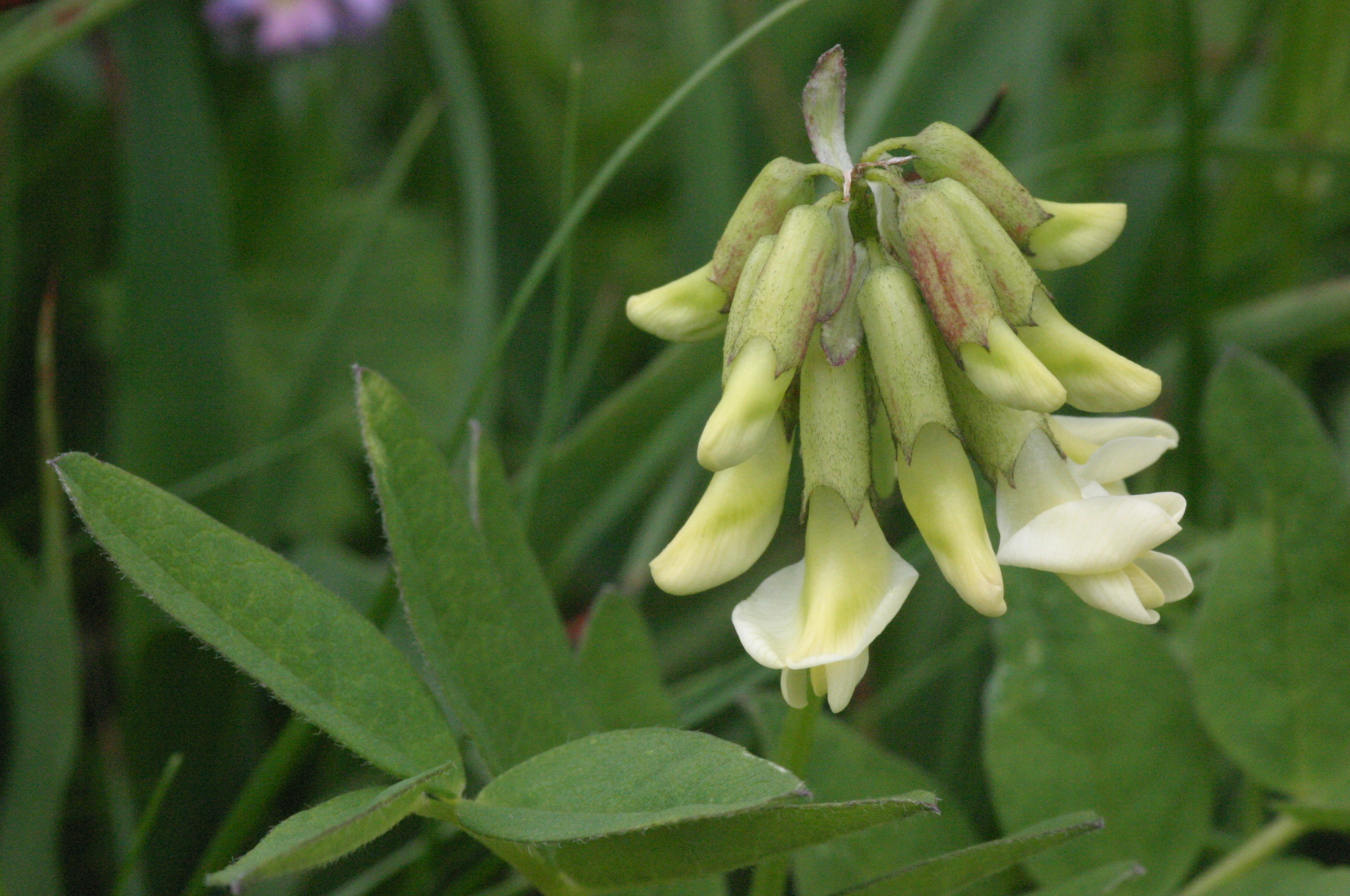
Detalle de las flores

## Descripción
Es una planta perenne, planta herbácea que alcanza un tamaño de 15 a 40 centímetros de altura. Las hojas son imparipinnadas, con siete a quince foliolos elípticos grandes.
Las inflorescencias son racemosas, que se elevan por encima de las hojas y presentas de cinco a veinte flores. La corola es de color amarillo-blanco y tiene una banda plegada.
El periodo de floración es de junio a agosto.

## Distribución y hábitat
Es una planta herbácea perennifolia que se distribuye por Norteamérica en Canadá, Estados Unidos y México.

## Taxonomía
Astragalus frigidus fue descrita por  (Linneo) Asa Gray y publicado en Proceedings of the American Academy of Arts and Sciences 6: 219, en el año 1864.
Etimología
Astragalus: nombre genérico derivado del griego clásico άστράγαλος y luego del Latín astrăgălus aplicado ya en la antigüedad, entre otras cosas, a algunas plantas de la familia Fabaceae, debido a la forma cúbica de sus semillas parecidas a un hueso del pie.
frigidus: epíteto latíno que significa  "frío".
Variedades aceptadas
- Astragalus frigidus subsp. frigidus (L.) A.Gray
- Astragalus frigidus subsp. parviflorus Hulten

Sinonimia
- Astragalus frigidus subsp. grigorjewii (B.Fedtsch.) Chater
- Phaca frigida L.
- Phaca ochreata Crantz[5]